# Agnaldo Ribeiro
Agnaldo Ribeiro (Jequié, 1 de dezembro de 1943) é um compositor, professor e artista plástico brasileiro.

## História
Foi professor da Escola de Música da Universidade Federal da Bahia de 1977 a 2011, onde lecionou as disciplinas de Composição e LEM (Literatura e Estruturação Musical). Nesta instituição assumiu cargos administrativos como Coordenador de Colegiado, Chefe de departamento e Vice-diretor.
É licenciado em desenho pela Escola de Belas Artes da UFBA (1969) e em Composição pela Escola de Música da mesma instituição (1976). Estudou com Ernst Widmer e Jamary Oliveira, e participou de cursos com Peter Maxwell Davies. Fez parte do Grupo de Compositores da Bahia. Como compositor vem se apresentando nas bienais de Música Contemporânea. Já teve obras apresentadas em vários estados brasileiros, na Grécia, Alemanha, Chile, Argentina, Uruguai e Paraguai.
Agnaldo é citado pelo New Grove Dictionary of Music and Musicians.

## Composições

### Coro à capela
- Versus Re…Versus - Coro Misto C/ "Divisi" - Texto: Arthur D. Moreira
- Capela Dos Skeletus - Coro Misto - Texto Do Compositor
- In Puris Naturalibus - Coro Misto - Texto: Atenodoro Ribeiro
- Kyrie - Coro Misto - Texto Litúrgico

### Coro e instrumentos
- Stréptus 1 - Coro Misto C/ "Divisi" e Percussão - Texto Do Compositor
- Minikantus - Coro Misto C/ "Divisi", Trompa, Trombone, Perc. (3), Lata, Liquidificador, Violino e Contrabaixo - Texto Do Compositor

### Instrumento solo
- Cíclicus - Piano
- Momentus 2 - (1:Preludiando, 2: Lembrete) - Piano
- In Labirinthus 5 - Contrabaixo
- Kuadrus 1 - Oboé e Fita
- In Karikatus Ou 3 Momentos Simplórios Para Violão-Solo
- Três Fragmentus: Fragmento 1 - Flauta Transversal - Estreia: Reitoria da UFBA 24.11.88 Fragmento 2 - Violino Fragmento 3 - Contrabaixo
- In Kantus Ou O Centauro Encantado - Piano - Apresentada na XIII Bienal de Música Brasileira Contemporânea - 1999
- Opus 56 Ou Lembretes Do Espantalho Manco - Piano - Estreia No Tca
- In Kantus 2 Ou Lembretes Do Paraíso Sonhado - Flauta Transversal
- Ritus 1 - O Bebedouro Iluminado - Trompete - Estreia: 29.12.88 - Reitoria da UFBA
- Altusaxfragmentus Ou Saxassaltando as Ideias - Sax-Alto - Estreia 21.08.86 - Semana de Mús. Contemp. - Reitoria da UFBA
- In Karikatus 2 - Flauta Transversal
- Solopiano - Piano - Estreia 15.11.2003 - Sala C. Meireles / Rio de Janeiro - Xv Bienal de M. B. Contemporânea

### Quarteto
- Miniquarteto - Flauta Transversal / Oboé / Violino / Violoncelo
- Momentus 1 - Violinos (2) / Viola / Violoncelo
- Kuadrus 2 - Violinos (2) / Viola / Violoncelo
- Quarteto de Cordas n.º 3 - Centaurus - Violinos (2) / Viola / Violoncelo
- Delphus ou Seis Miniaturas Para o Quarteto de Cordas n.° 5 - V.(2) / Va. / Vc.
- In Labirinthus 4 - Flauta Transv. e Picc. / V. / Va. / Vc. - Estreia Em 11.11.1987 - VII Bienal de M. B. Contemporânea
- Taurus - Quarteto de Cordas n.º 4 - Em 3 Decanatos (Mov.) - Violinos (2) / Viola / Violoncelo

### Outros conjuntos instrumentais
- Korpus-Et-Antikorpus - Fl. e Picc. / Cl. / Fg. / Tpa. / Tpt. / Pf. / Perc.(2) / V.(2) / Va. / Vc. / Cb. - Estreia 15.06.1975 - Reitoria da UFBA (1.º Concurso Nac. de Composição - Conj. Música Nova)
- Poseudokoncéptus - Fl. (2 + Picc.) / Cl.(3) / Tpa. / Tpt. / Pf. / Perc. (2) - Estreia: 26.11.1975 - Reitoria da UFBA
- Spéculus - Cl. / Tpa. /Fg. / V. / Va. / Vc. / Cb.
- Kantus (Ant)Agônikus - Fl. e Picc. / Cl. / Fg. / Tpa. / Tpt. / Pf. / Perc. (2) / V. (2) / Va. / Vc. / Cb. - Estreia 08.07.1976 - Reitoria da UFBA
- Kuatrusígnus - 1: Prólogo / Variações Sobre Spéculus. 2: El Bandolero Bigobar / Ritual. Para Macavilo. Para: Fl. (2) + Picc. / Ob. (2) / Cl. (2) / Fg. (2) / Tpa. (3) / Tpt. (3) / Trb. (3) / Perc. (2) - Estreia 23.11.1976
- Praefixus - Fl. e Picc. / Ob. / Cl. / Tpa. / Tpt. / V. / Vc.(4) / Cb. (2) -Estreia 17.10.1979 - III Bienal de M. B. Contemporânea
- Arkétipus - Madeiras a 2 / Piano / Perc / Orq. de Cordas - Estreia Reitoria da UFBA- 1981
- Antigos Quadros de Marzé Kassalócelus - Mad. e Met. A 2 / Perc.(2) / e 2 Vc.
- Dois Antigos Quadros de Dimitris Trávlus: 1 - Platia Kolonaki. 2 - Cenário Antigo. Para: Mad. A 2 / Tpa. / Tpt. / Pf. / Perc. (3) e Orq. de Cordas - Estreia: Reitoria da UFBA / Apres. Na V Bienal de M. B. Contemporânea
- Mórbidus - Mad.E Met. A 2 / Perc. (4) / Mezzo-Soprano (2) e Orq. de Cordas - Texto: Litúrgico. Estreia: Reitoria da UFBA, 14.11.1972.
- Tempus 1 - Para Fl. / Ob. / Cl. /Tpa. / Fg.
- Duo - Para Sax-Alto e Piano
- Da Cor do Limão Verde - Mad. e Met. A 2 / Perc. (2) / Orq. de Cordas - Estreia: Xii Bienal de M. B. Contemporânea, 1997
- ...Do Centauro Negro, D'um Olho Azul Outro Verde - Fl.+Picc. (2) / Ob. / Cl. / Fg. / Tpa. / Tpt. / Trb. (2) / Perc. (2) / Orq. de Cordas - Estreia: Reitoria UFBA
- In Labirinthus 3 - Para Clarineta, Violoncelo e Piano - Estreia: 09.11.1985, VI Bienal de M. B. Contemporânea

### Orquestra de cordas
- Skeletus - C/ "Divisi"
- Tela Sem Moldura 2 - C/ "Divisi"

### Orquestra de cordas e instrumento(s) solista(s)
- Jorunská-Conká - Fl. / Picc. / Ob. / Fg. / Perc. / Orq. de Cordas - Estreia 14.11.1969 - Reitoria da UFBA
- Stréptus 2 - Oboé / 2 Pianos / Perc. / Orq. Cordas - Estreia 17.11.1971 - Reitoria da UFBA
- Sagitarius - Fl. / Ob. / Tpa. (2) / Orq. De Cordas - Estreia 22.10.1974 - Reitoria da UFBA
- Kalí-Dhoskópius - Piano / Perc. / Orq. De Cordas - Estreia 20.11.1978 - Reitoria da UFBA
- Aquárius - Fl. Trans. / Picc. / Fl. Alto (Solos) / Orq. de Cordas - Estreia em 1979 - Reitoria da UFBA
- Ritus 2 - O Bebedouro Encantado - Para Sax. Ten. (Solo) / Orq. de Cordas - Estreia 18.05.1990 - Reitoria da UFBA

### Orquestra de cordas com voz e instrumento(s) solista(s)
- Momentus-Verus-Momentus - Fl. Transv. / Fl. Alto / Picc. / Cl. /Cl.Bx. / Pf. / Perc. / Soprano Ou Tenor Solo / Violão / Orq. de Cordas - Texto Antonio Brasileiro
- Momentus 4 - Fl. (2) / Ob. / Cl. / Sax.Ten. / Mezzo-Soprano Ou Contralto / Soprano Ou Tenor (Solistas) / Orq. de Cordas - Texto Do Compositor - Estreia 01.04.1977 - Reitoria da UFBA

### Orquestra
- Tela Sem Moldura, Actus 1 - Mad. e Met. a 2 / Perc. e Orq. de Cordas - Estreia 23.10.1993 - X Bienal de M. B. Contemporânea
- In Asteriskus - Mad. e Met. a 2 / Piano / Perc. / Orq. de Cordas
- Alpha-Aphorismus - Mad. e Met. a 2 / Perc. / Orq. de Cordas
- Sinphonikáktus 1 - Mad. e Met. a 2 / Perc. / Orq. de Cordas
- Phinokoncertus. 1 - Prelúdio Choral. 2 - Adagietto Molto Vivo. 3 - Lungo Finale. Para Mad. e Met. A 2 Perc. / Cb. - Solo / Orq. de Cordas
- Lóculo-Sacrárius - Mad. e Met. a 2 / Perc. / Orq. de Cordas